# Pseudodineura
Pseudodineura is een geslacht van  echte bladwespen (familie Tenthredinidae).

## Soorten
- P. clematidis (Hering, 1924)
- P. clematidisrectae (Hering, 1924)
- P. enslini (Hering, 1923)
- P. fuscula (Klug, 1816)
- P. heringi (Enslin, 1921)
- P. mentiens (C. G. Thomson, 1871)
- P. mocsaryi Zombori, 1976
- P. parvula (Klug, 1816)
- P. scaligera Zombori, 1979